# Cyril Gueï
Cyril Gueï est un acteur et réalisateur français, né le 14 décembre 1977 à Paris 12e.

## Biographie
Cyril Gueï naît dans une famille d'origine ivoirienne.
Admis au Conservatoire national supérieur d'art dramatique de Paris en 1997, Cyril Gueï a pour professeurs Philippe Adrien et Dominique Valadié. Diplômé en 2000, il travaille au théâtre dans des mises en scènes de Peter Brook (Le Costume) et de sa fille Irina (Juliette et Roméo et Le songe d'une nuit d'été), mais aussi pour Alain Sachs (Numéro complémentaire), Eva Doumbia (J'aime ce pays), Hubert Koundé (Cagoule) et Habib Naghmouchin (Timon d'Athènes).
Au cinéma, il débute en jouant des petits rôles sous la direction d'Yvan Attal, Philippe Garrel, Claude Chabrol ou James Huth. Il se fait remarquer dans L'Autre de Patrick Mario Bernard et Pierre Trividic, où il campe un homme pris dans une relation obsessionnelle avec Dominique Blanc, et dans Lignes de front de Jean-Christophe Klotz, incarnant un étudiant rwandais face au journaliste joué par Jalil Lespert. Ces deux rôles lui permettent d’être pré-nommé pour le César du meilleur espoir masculin en 2010 et 2011.
On le voit aussi auprès de Marilou Berry dans Joséphine d'Agnès Obadia et sa suite  Joséphine s'arrondit, réalisée par Marilou Berry, dans Les Francis de Fabrice Begotti, aux côtés de Thierry Neuvic, Lannick Gautry, Medi Sadoun, et dans des courts-métrages.
Pour la télévision, il tourne dans plusieurs téléfilms et des séries comme Un flic, Hero Corp et Templeton.
En 2016 jusqu'en 2020, il interpréta le rôle de Timothée Glissant, le médecin légiste dans la série des Petits Meurtres d'Agatha Christie sur France 2. Il prend donc la suite de Natacha Lindinger, ayant incarné Euphrasie Maillol, l'ancienne médecin légiste et muse du commissaire Laurence.
En 2020, il joue dans la pièce La Ménagerie de verre de Tennessee Williams, dans une mise en scène d'Ivo van Hove. Dans sa critique de la pièce, Le Monde note que Cyril Gueï est « celui [des acteurs] qui s’en tire le mieux : il est sobre, juste, humain ».

## Filmographie

### Acteur

#### Cinéma

##### Longs métrages
- 2004 : Ils se marièrent et eurent beaucoup d'enfants d'Yvan Attal : le footballeur allumeur
- 2005 : Les Amants réguliers de Philippe Garrel
- 2005 : Brice de Nice de James Huth : Babakar de Dakar
- 2006 : L'Ivresse du pouvoir de Claude Chabrol : le diplomate africain
- 2007 : Hellphone de James Huth : Monsieur Mazeau
- 2007 : Hitman de Xavier Gens : le leader SUV
- 2008 : L'Autre de Patrick Mario Bernard et Pierre Trividic : Alex
- 2009 : Orpailleur de Marc Barrat : Jefferson
- 2010 : Lignes de front de Jean-Christophe Klotz : Clément
- 2011 : Rendez-vous avec un ange d'Yves Thomas et Sophie de Daruvar : le client scénariste
- 2011 : La Brindille d'Emmanuelle Millet : l'obstétricien
- 2012 : Beau Rivage de Julien Donada : Docteur Sosno
- 2012 : Un bonheur n'arrive jamais seul de James Huth : Xavier Sabi
- 2012 : Mains armées de Pierre Jolivet : Benji
- 2012 : La Fleur de l'âge de Nick Quinn : Cyril Cox
- 2013 : Les Reines du ring de Jean-Marc Rudnicki : Jonathan
- 2013 : Grigris de Mahamat-Saleh Haroun : Moussa
- 2013 : Joséphine d'Agnès Obadia : Cyril
- 2014 : Les Francis de Fabrice Begotti : Willy
- 2015 : A Love You de Paul Lefevre : le médecin
- 2016 : Joséphine s'arrondit de Marilou Berry : Cyril
- 2016 : Tamara d'Alexandre Castagnetti : Chico
- 2016 : Le Gang des Antillais de Jean-Claude Flamand-Barny : Tchieko
- 2016 : Détour aux sources de Roda Fawaz et Cyril Gueï : Cyril
- 2018 : Tamara Vol.2 d'Alexandre Castagnetti : Chico
- 2021 : Comment je suis devenu super-héros de Douglas Attal : Guillot
- 2021 : À plein temps d'Éric Gravel : Vincent
- 2022 : Comme une actrice de Sébastien Bailly : Etienne
- 2023 : Petites de Julie Lerat-Gersant : Le gynécologue
- 2023 : Le Processus de paix d'Ilan Klipper : Jackson
- 2023 : More Than Strangers de Sylvie Michel : Patrick
- 2024 : Rendez-vous avec Pol Pot de Rithy Panh : Paul Thomas
- 2024 : Zénithal de Jean-Baptiste Saurel : Marcus

##### Courts métrages
- 2008 : Tuer le passé d'Hubert Koundé
- 2008 : Un autre jour sur terre de Farid Bentoumi : l’astronaute
- 2009 : Les Suspects de Sébastien Onomo : Tchim
- 2010 : Depuis demain… de Simon Lahmani : Sam
- 2010 : Chronique de l’Afrique sauvage d'Issam Mathlouti : Youssouf
- 2011 : French It Up ! de Sabrina B. Karine et Alice Vial : Romain
- 2011 : La Bifle de Jean-Baptiste Saurel : Marcus
- 2011 : En avant, calme et droit de Julie-Anne Roth
- 2012 : Burning down de Jacqueline Kalimunda
- 2014 : Au sol d'Alexis Michalik : Cyril
- 2019 : Madame de Garth Jennings : Cédric
- 2022 : Toutes les deux d'Clara Lemaire Anspach : le médecin

#### Télévision

##### Téléfilms
- 2003 : Zéro défaut de Pierre Schoeller : Claude
- 2005 : Quelques jours en avril (Sometimes in April) de Raoul Peck
- 2007 : Autopsy de Jérôme Anger : Rognard
- 2008 : Numéro complémentaire, pièce filmée par Patrick Czaplinski : Aurélien Cissé, le maître d'hôtel
- 2009 : Juste un peu d'@mour de Nicolas Herdt : Samuel
- 2011 : Gibier d'élevage de Rithy Panh : le pilote
- 2012 : Chambre 327 de Benoît d'Aubert : Desroses
- 2014 : Toi que j'aimais tant d'Olivier Langlois : Manu
- 2014 : Le Family Show de Pascal Lahmani : Omer Clément
- 2016 : Le Passe-muraille de Dante Desarthe : Fred, un collègue d'Emile
- 2016 : NW de Saul Dibb : Michel
- 2019 : L'Héritage de Laurent Dussaux : Adrien Ronsard
- 2020 : Au-dessus des nuages de Jérôme Cornuau : Martin
- 2022 : Carpe Diem d'Erwan Marinopoulos : le père d'Akim
- 2024 : Fais pas ci, fais pas ça : On va marcher sur la Lune d'Alexandre Castagnetti : Thierry Salmon

##### Séries télévisées
- 2008 : Merci, les enfants vont bien, épisodes Ames sœurs et Un nuage passe de Stéphane Clavier : Esteban
- 2008 : Un flic, épisode Affaire réservée de Frédéric Tellier : Slimane
- 2009 : Vénus et Apollon, 3 épisodes de Pascal Lahmani : le prêtre
- 2009 : Les Bleus, premiers pas dans la police, épisode A bout portant de Christophe Douchand
- 2010 : Un flic, épisode Calibre Caraïbes de Patrick Dewolf : Caraïbe
- 2010 : Profilage, épisode Réussir ou mourir de Christophe Lamotte : Clément Muller
- 2010 : Drôle de famille !, épisode Deux heureux événements de Benoît d'Aubert : Docteur Messanges
- 2012 : Chambre 327 (mini-série) de Patrick Dewolf : Desroses
- 2012 : Very Bad Blagues (mini-série), 3 épisodes : Simon
- 2012-2013 : Palmashow, l'émission, 3 épisodes
- 2013 : Hero Corp, saison 3, 5 épisodes Hero Corp, Amours et jeux, Nouvelle vie, Plans 1e et 2e partie de Simon Astier : Sergent Harro
- 2014 : Détectives, saison 2, épisode 7 Fantômes de Jean-Marc Rudnicki : Franck Diamé
- 2015 : Templeton, 10 épisodes de Stephen Cafiero : Jackson
- 2015 : Lazy Company, 6 épisodes : Agent Craig de l'OSS
- 2015-2019 : Saison 2 des Petits Meurtres d'Agatha Christie, épisodes 10 et 15 à 27 : Dr Timothée Glissant, médecin légiste
- 2018 : Les Innocents (mini-série) de Frédéric Berthe : Marco Desroux
- [2019 : L'Effondrement (mini-série), épisode 4 Le Hameau
- 2021 : Mensonges (mini-série) de Lionel Bailliu et Stéphanie Murat : Yann
- 2021 : Une mère parfaite (mini-série) de Fred Garson : Mani
- 2021 : L'Absente (mini-série) de Delinda Jacobs, réalisé par Karim Ouaret : pasteur Jocelyn
- 2024 : Rivière-Perdue (mini-série) de Jean-Christophe Delpias : Marc Vidal
- 2024 : De Grâce (mini-série) de Vincent Maël Cardona : le prêtre
- 2025 : Menace imminente, série télévisée de Dan Sahar
- 2025 : Apparences d'Émilie Grandperret : Loris Beltram

#### Doublage
- 2007 : Je crois que j'aime ma femme (I Think I Love My Wife) de Chris Rock : Richard Cooper (Chris Rock)
- 2015 : NWA: Straight Outta Compton de F. Gary Gray : MC Ren (Aldis Hodge)

### Réalisation
- 2012 : Demain est un autre jour (court métrage)

## Théâtre
- 1997-1998 : Les Aventures de Huckleberry Finn de Mark Twain, adaptation et mise en scène Barbara Bouley, Festival Enfantillage, Théâtre Gérard-Philipe (Saint-Denis), en tournée
- 1999-2004 : Le Costume de Can Themba, mise en scène Peter Brook, théâtre des Bouffes du Nord, en tournée
- 2001-2002 : Juliette et Roméo de William Shakespeare, adaptation et mise en scène Irina Brook, théâtre de Vidy de Lausanne, Théâtre national de Chaillot, en tournée
- 2003-2006 : Le Songe d'une nuit d'été de William Shakespeare, mise en scène Irina Brook, théâtre des Bouffes du Nord, en tournée
- 2004-2005 : J'aime ce pays de Peter Turrini, mise en scène Eva Doumbia, Théâtre du Rond-Point
- 2004-2005 : Cagoule d’Hubert Koundé, mise en scène de l’auteur, Théâtre du Rond-Point
- 2004-2006 : Numéro complémentaire de Jean-Marie Chevret, mise en scène Alain Sachs, Théâtre Saint-Georges
- 2006-2007 : Timon d'Athènes de William Shakespeare, mise en scène Habib Naghmouchin, théâtre de la Boutonnière à Paris
- 2007-2008 : Exils4d’Aristide Tarnagda, mise en scène Eva Doumbia, Théâtre de la Tempête, les Rencontres de La Villette (Paris)
- 2009-2012 : La Jeune fille, le diable et le moulind’Olivier Py,mise en scène Jean-Paul Ouvrard, Théâtre du Fon du Loup (Carves-en-Dordogne), en tournée
- 2015-2016 : Le Début est comme une entaille, d'après Il faut beaucoup aimer les hommes de Marie Darrieussecq, de Das Plateau, mise en scène Céleste Germe, Théâtre Ouvert (Paris), actOral (Marseille), Pôle culturel d'Alfortville (Alfortville)
- 2016-2017 : Il faut beaucoup aimer les hommes d'après le roman de Marie Darrieussecq, de Das Plateau, mise en scène Céleste Germe, Théâtre Ouvert (Paris), Pôle culturel d'Alfortville (Alfortville), La Ferme du Buisson (Noisiel), CDN de Reims, CDN d'Orléans-Loiret-Centre, Festival Terres de Parole (Normandie), Espaces Pluriels (Pau)...
- 2017 : Neige d'Orhan Pamuk, mise en scène Blandine Savetier, Théâtre Liberté
- 2020 : La Ménagerie de verre de Tennessee Williams, mise en scène Ivo van Hove, théâtre de l'Odéon à Paris[9]
- 2021 : Médée de Sénèque, mise en scène Tommy Million, théâtre de la Criée[10]
- 2022 : Quadrille de Sacha Guitry, mise en scène Jean-Romain Vesperini, théâtre Montansier
- 2023 : Oncle Vania d’Anton Tchekhov, mise en scène Galin Stoev, théâtre de l'Odéon[11]

## Distinctions
- César 2010 : présélection « Révélation » pour le César du meilleur espoir masculin, pour L'Autre
- César 2011 : présélection « Révélation » pour le César du meilleur espoir masculin, pour Lignes de front